# Acer serrulatum
Acer serrulatum é uma espécie de árvore do gênero Acer, pertencente à família Aceraceae.

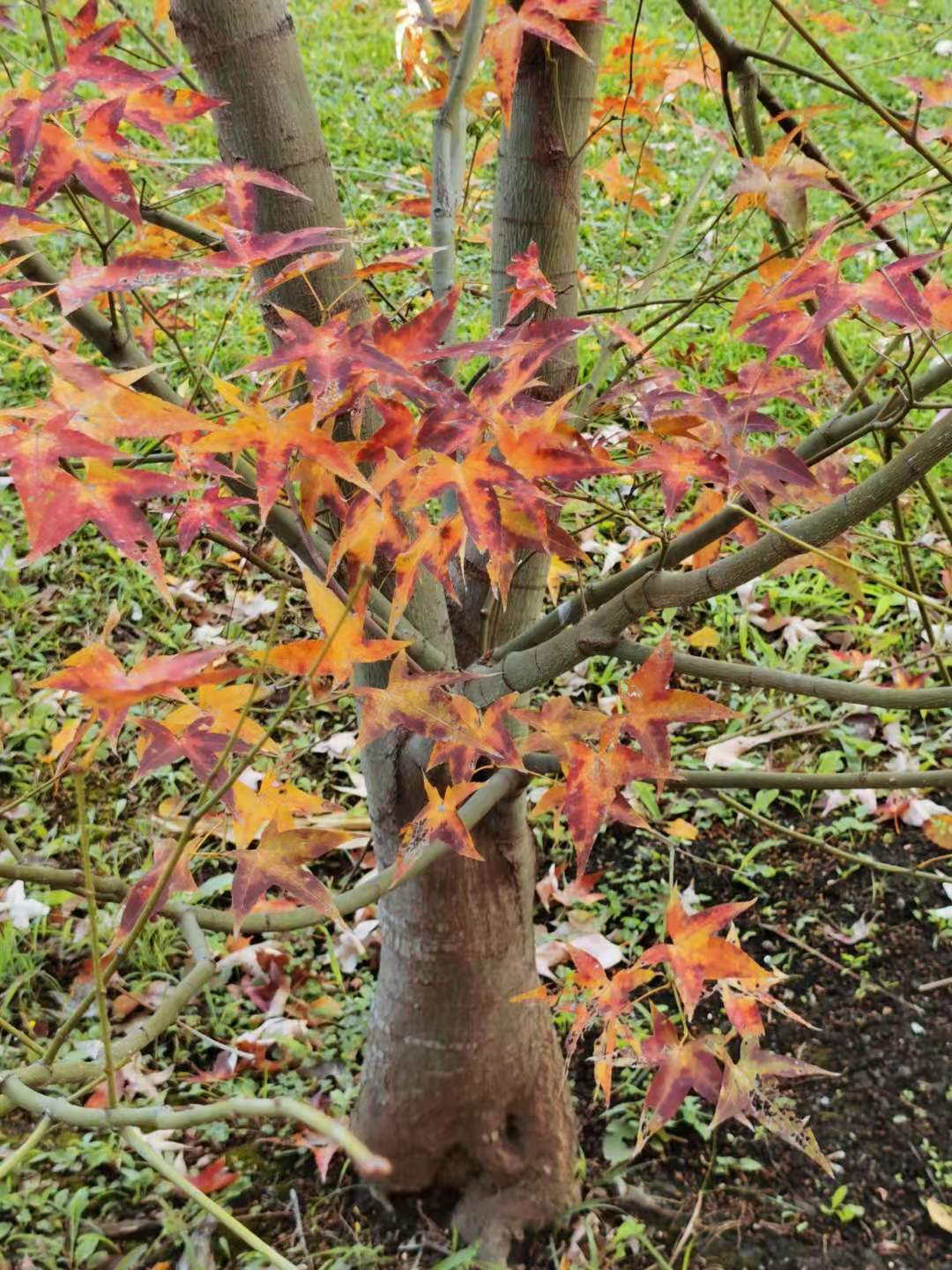
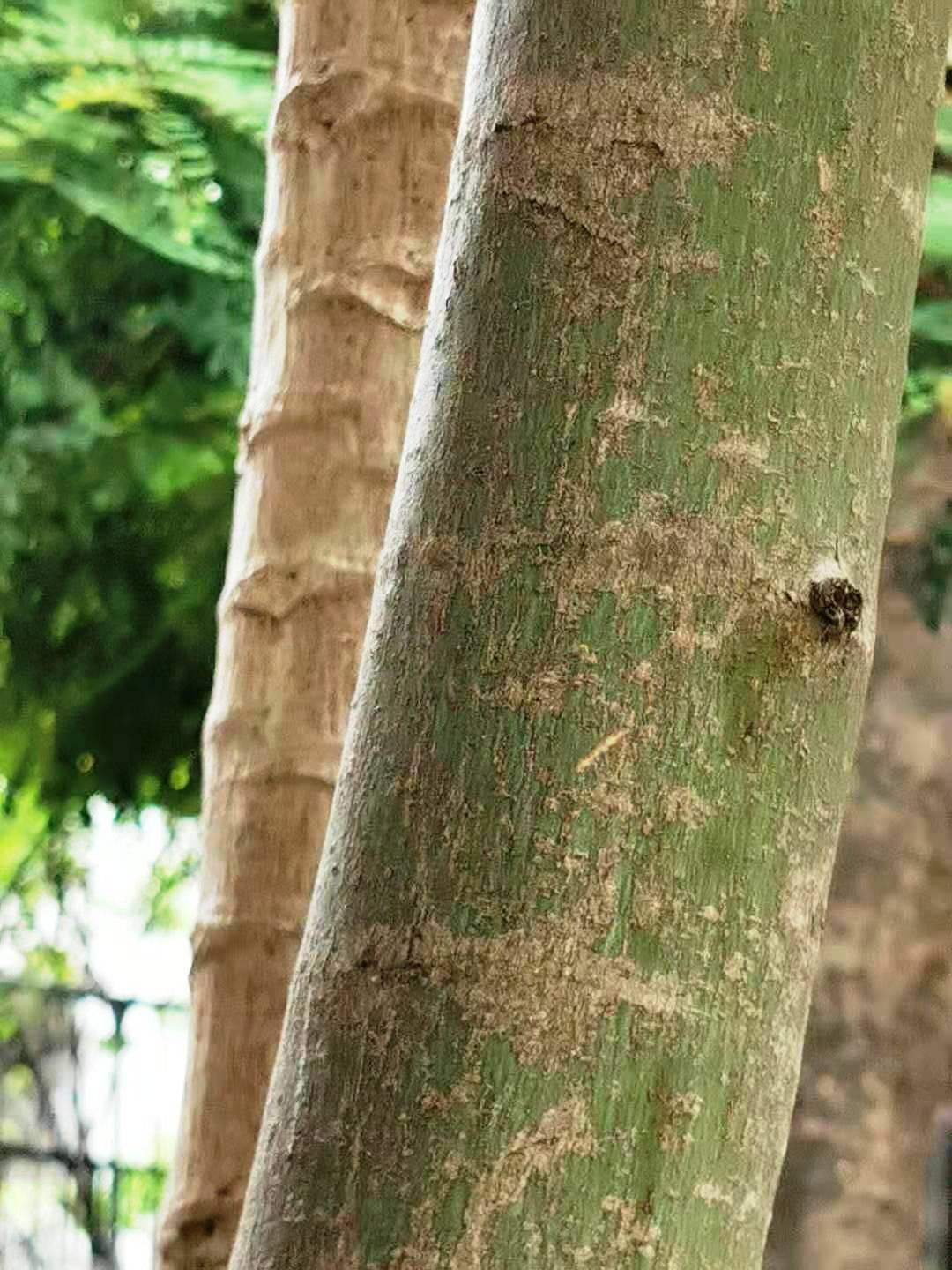
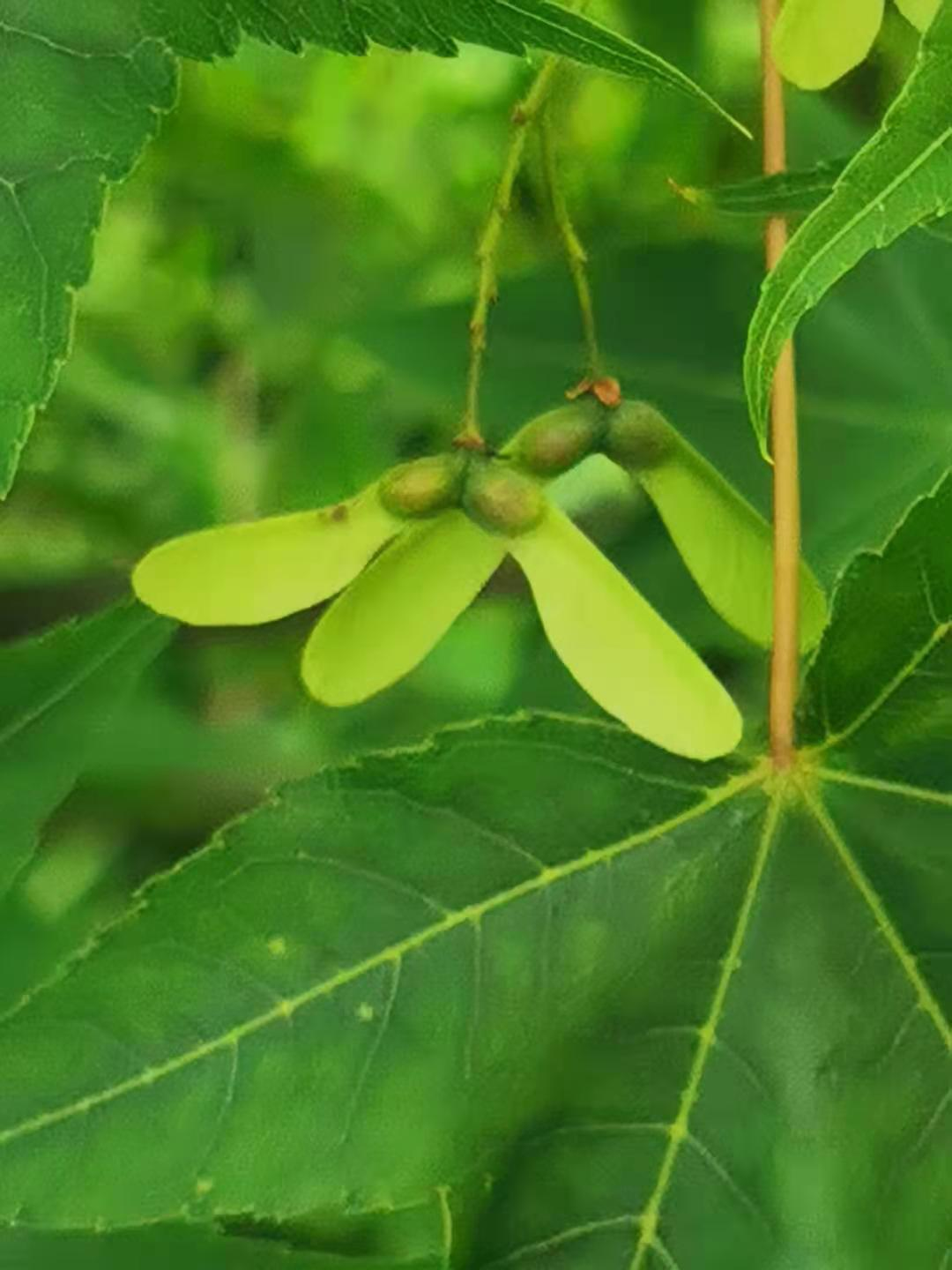
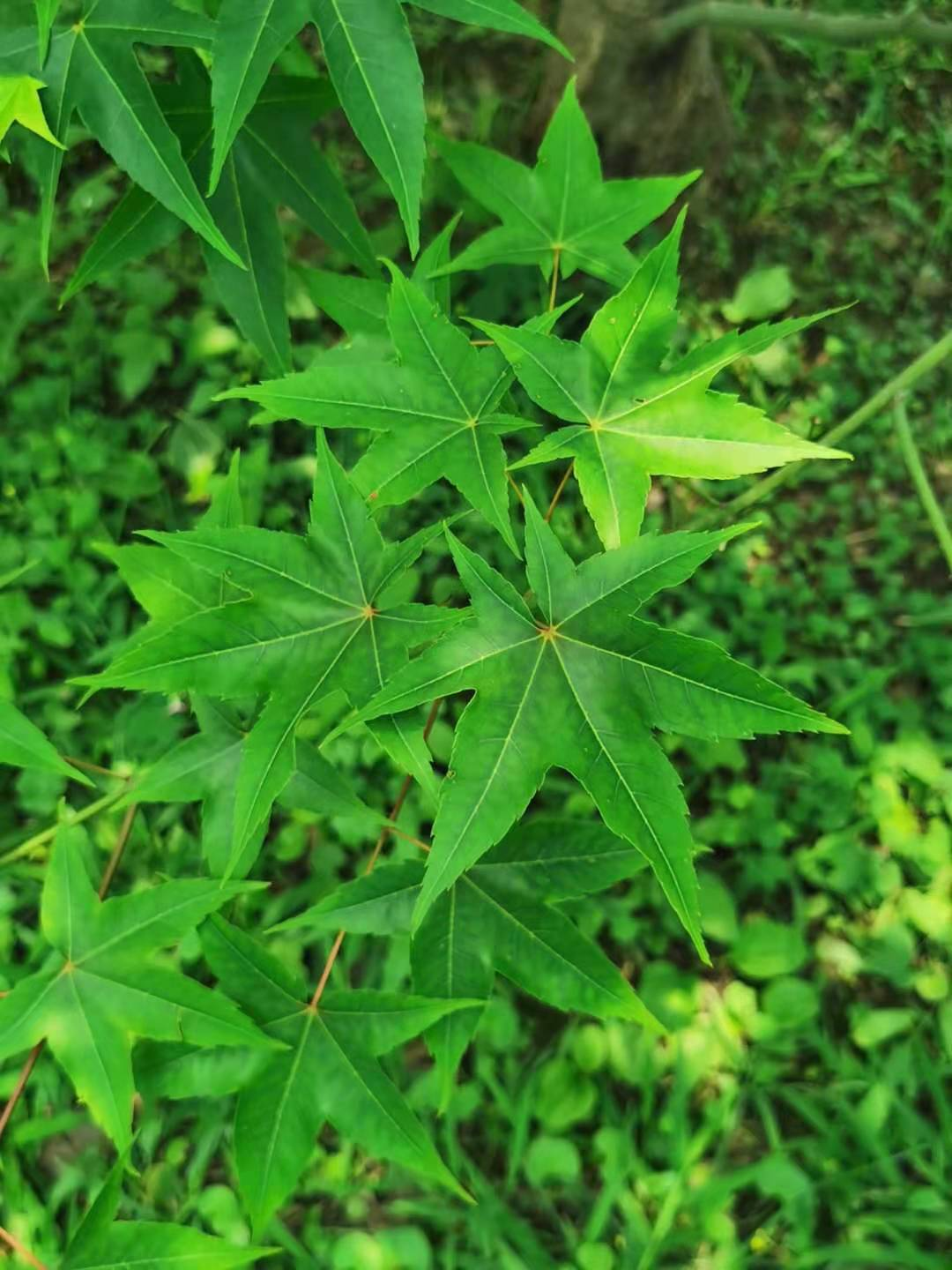
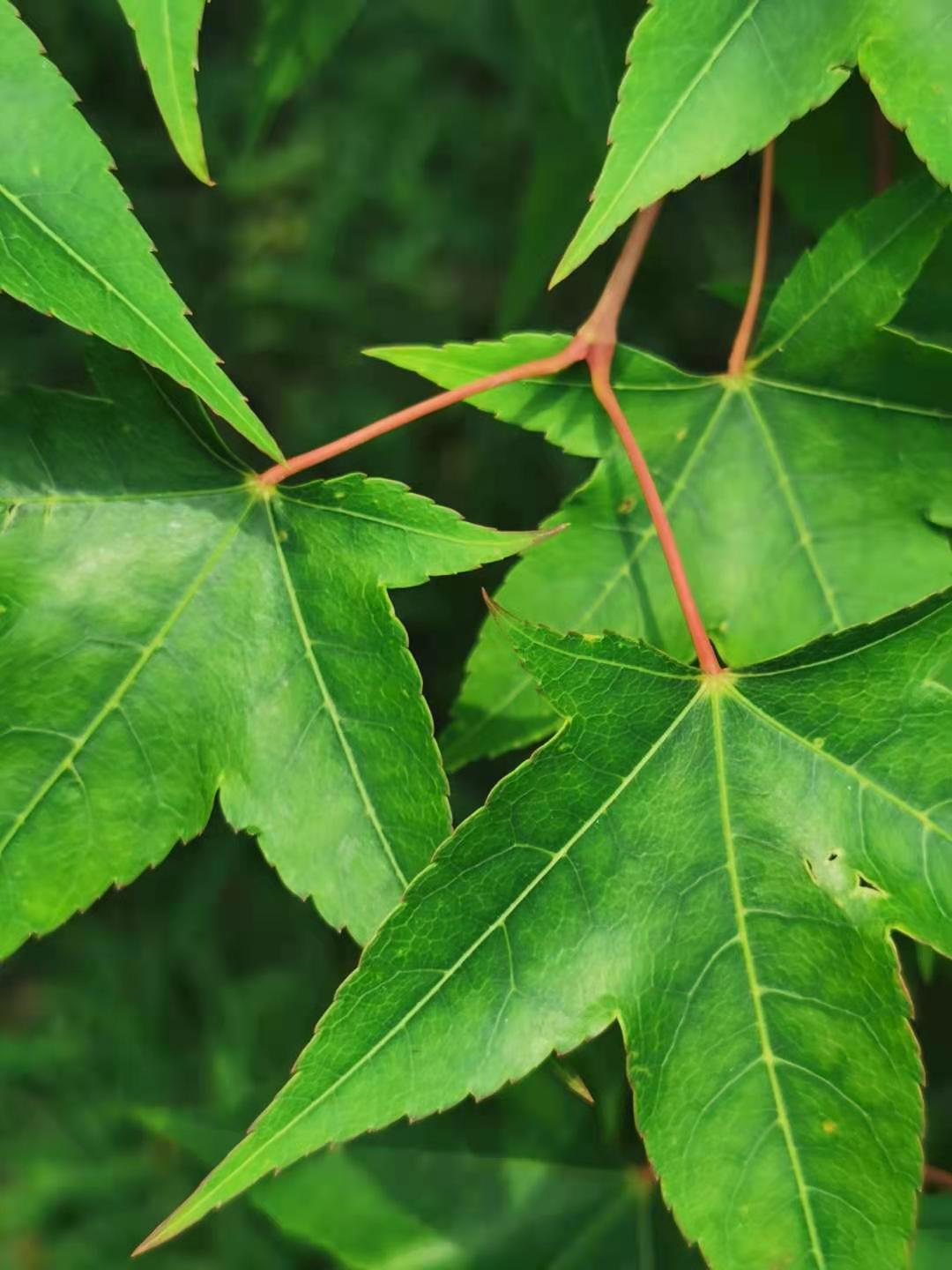
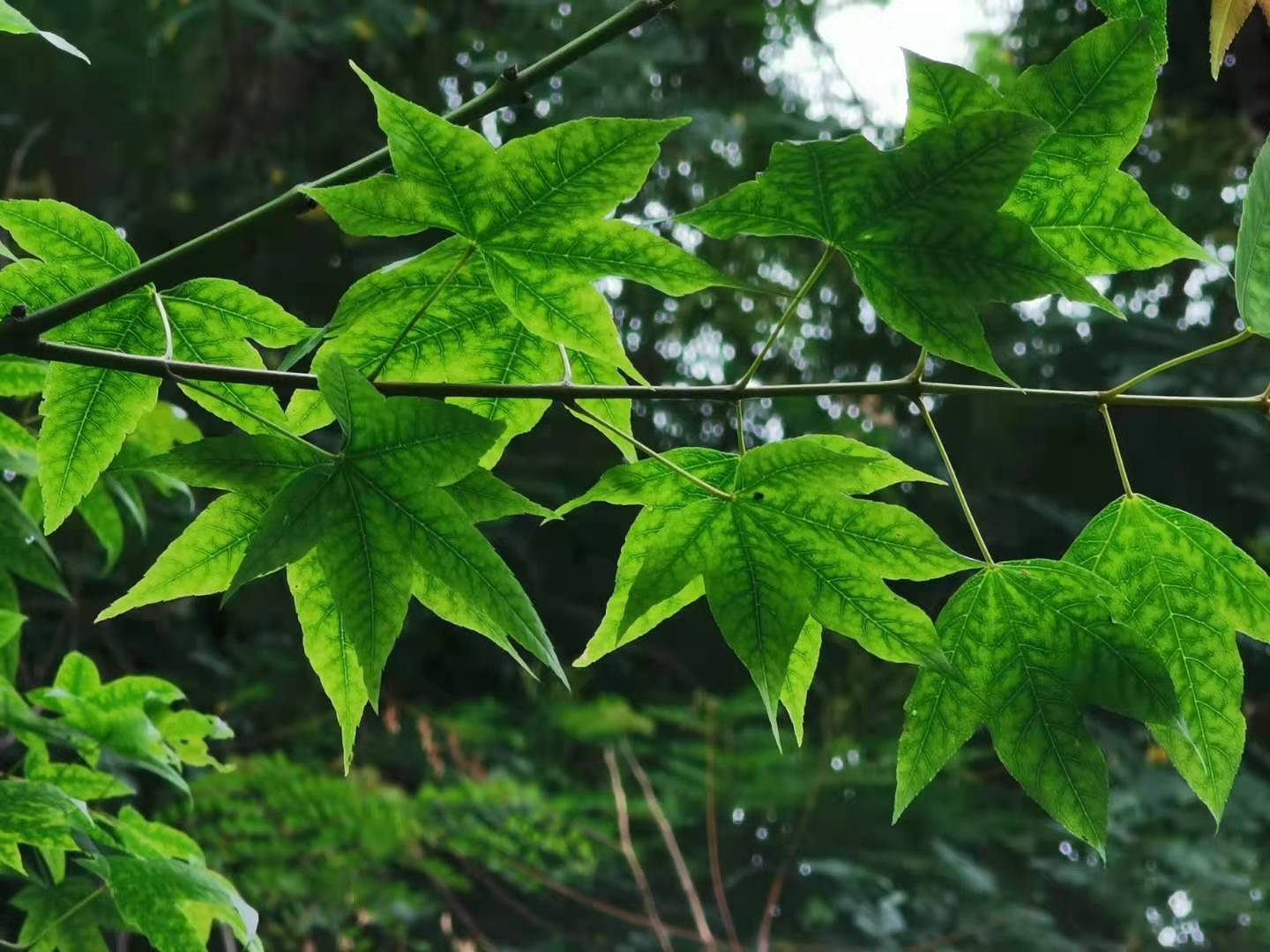